# Juda Arie Leib Alter
Juda Arie Leib Alter (1847–1905) – trzeci cadyk z dynastii Ger, wnuk jej założyciela Icchaka Meira Rothenburga Altera. Był przeciwnikiem idei syjonistycznych, opublikował dzieło zatytułowane Sefat emet (hebr. Język prawdy). W okresie jego urzędowania cadycy dynastii Ger stali się najbardziej wpływową grupą chasydów na ziemiach polskich.